# سرگرمی با تیوب

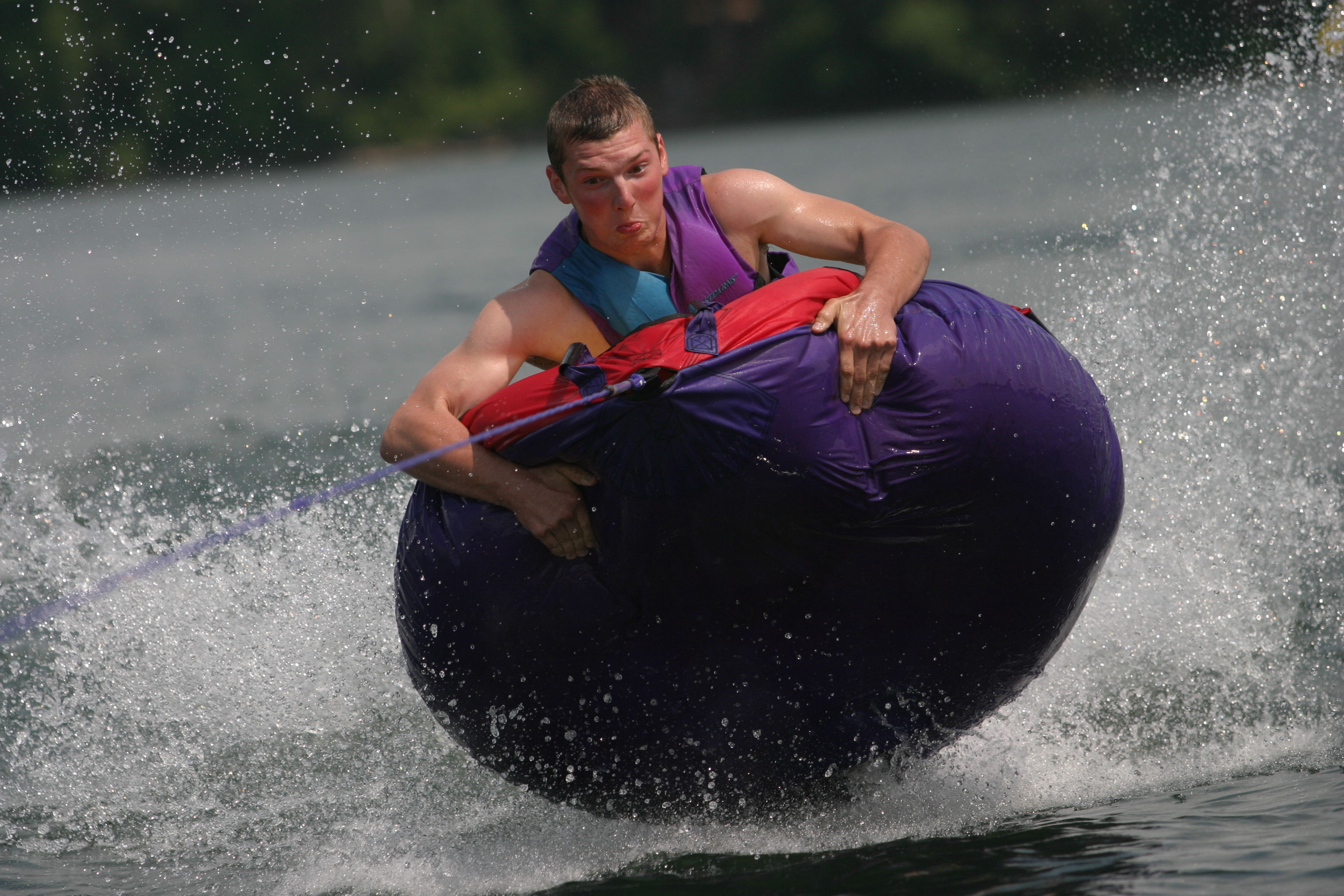
تیوب‌سواری در یک دریاچه

تیوب‌سواری نوعی بازی و تفریح است که با تیوب داخلی تایرها انجام می‌شود. این سرگرمی از حرکت تیوب‌ها بر روی سطوح برفی، روی آب‌ها و در تابستان‌ها بر روی پلاستیک‌های خاص حاصل می‌شود. در پیست‌های اسکی و رودخانه‌ها و سواحل می‌توان از این سرگرمی لذت برد.